# الدب بادينغتون
الدب بادينغتون (بالإنجليزية: Paddington Bear) (على الرغم من أن اسمه بادينغتون فقط؛ حيث أن "الدب" ببساطة يستخدم لتأكيد نوعه) هو شخصية خيالية في أدب أطفال. ظهر لأول مرة في 13 أكتوبر 1958 في كتاب الأطفال دب يدعى بادينغتون للمؤلف البريطاني مايكل بوند. وقد ظهر في تسعة وعشرين كتابًا كتبها بوند، وكان آخرها كتاب بادينغتون في سانت بول، والذي نُشر بعد وفاته في عام 2018.
لقد أصبح الدب الودود ذو النظارات المجسمة من "أظلم بيرو" - بقبعته القديمة وحقيبته المهترئة ومعطفه الرياضي وحبه لسندويشات المربى - شخصية كلاسيكية في أدب الأطفال. بادينغتون مهذب دائمًا - يخاطب الأشخاص بـ "السيد" و"السيدة"، ولكن نادرًا ما يستخدم الأسماء الأولى - ولطيف القلب، على الرغم من أنه يفرض نظرات قاسية على أولئك الذين يواجهون استياءه. يمتلك قدرة لا حصر لها على الوقوع في المشاكل عن غير قصد، ولكن من المعروف عنه أنه "يحاول جاهداً تصحيح الأمور". بعد اكتشافه في محطة بادينغتون في لندن من قبل عائلة براون، تم تبنيه وتسميته "بادينغتون براون"، لأن اسمه الأصلي في لغة الدب كان صعبًا للغاية بالنسبة لعائلة براون (البشرية) أن تنطقه.
أصبح بادينغتون أحد أكثر الشخصيات الخيالية البريطانية المحبوبة - فقد اختار عمال الأنفاق البريطانيون لعبة محشوة على شكل دب بادينغتون كأول عنصر يمر إلى نظرائهم الفرنسيين عندما تم ربط جانبي نفق المانش في عام 1994، وظهر الدب مع الملكة إليزابيث الثانية في مقطع كوميدي مسجل مسبقًا لحفل البلاتين في القصر في عام 2022 - وتمت ترجمة كتب بادينغتون إلى 30 لغة عبر 70 عنوانًا، بإجمالي أكثر من 30 مليون نسخة تم بيعها في جميع أنحاء العالم مثل إنجلترا، الهند، اليابان، الجزائر، الإمارات العربية المتحدة، السعودية و بلدان أخرى. اعتبارًا من يونيو 2016، أصبحت شركة ستوديو كنال التابعة لشركة فيفاندي هي المالكة لامتياز الدب بادينغتون، على الرغم من أن بوند استمر في امتلاك حقوق النشر لسلسلته، والتي تم ترخيصها لشركة هاربر كولنز في أبريل 2017.
تم تكييف شخصية الدب بادينغتون للتلفزيون والأفلام والإعلانات التجارية. تشمل التعديلات التليفزيونية للرواية مسلسل بادينغتون، الذي تم بثه من عام 1976 إلى عام 1980.

## تاريخ

### أصل

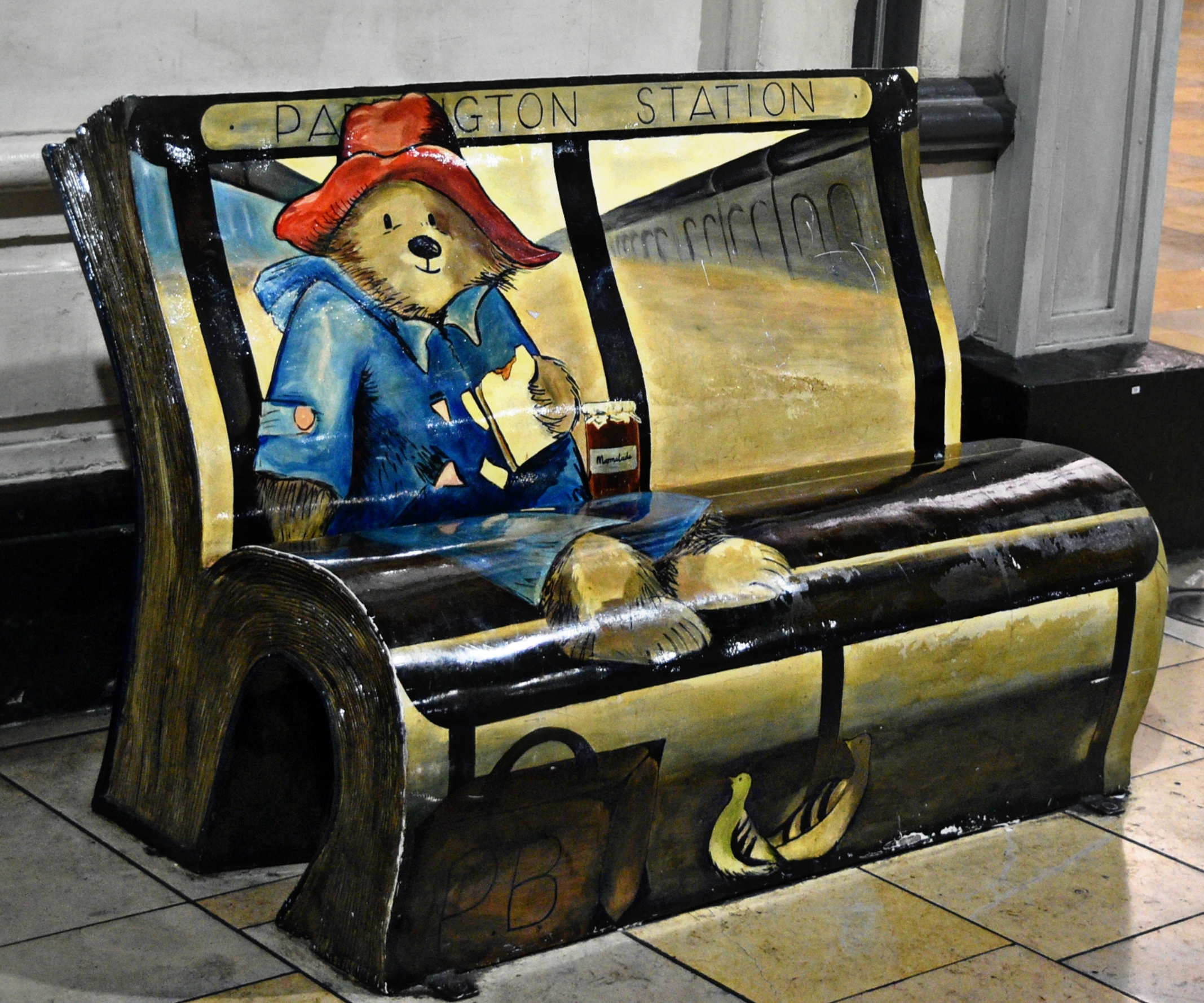
مقعد على شكل الدب بادينغتون في محطة بادينغتون في لندن. كان مايكل بوند، مبتكر شخصية بادينغتون، مستوحى من دب تيدي وحيد اشتراه لزوجته في عشية عيد الميلاد عام 1956، وأطلق على الدب اسم المحطة.

استند مايكل بوند في تصميم شخصية الدب بادينغتون إلى دبدوب وحيد لاحظه على أحد الرفوف في أحد المتاجر في لندن - وقال بوند "لقد بدا حزينًا إلى حد ما" - في عشية عيد الميلاد عام 1956، والذي اشتراه كهدية لزوجته. فيما يتعلق بوضع الدب كلاجئ، استوحى بوند فكرته من مشهد الأطفال اللاجئين اليهود من أوروبا أثناء الحرب العالمية الثانية وهم يصلون إلى بريطانيا والأطفال من لندن الذين يتم إجلاؤهم إلى الريف، وكان المهجرون يحملون ملصقات أمتعة ربما تشبه تلك المرفقة بالدب بادينغتون "الرجاء الاعتناء بهذا الدب". يقول بوند: "كان كل منهم يحمل بطاقة حول عنقه تحمل اسمه وعناوينه، وكان يحمل علبة صغيرة أو حزمة تحتوي على كل ممتلكاته الثمينة. لذا، كان بادينغتون لاجئًا بمعنى ما، وأعتقد أنه لا يوجد مشهد أكثر حزنًا من اللاجئين".
ألهم الدب بوند لكتابة قصة، وفي غضون عشرة أيام، كان قد كتب الكتاب الأول. أطلق على الدب اسم بادينغتون لأنه كان يعيش بالقرب من المحطة في ذلك الوقت واعتقد أنه سيكون اسمًا جيدًا للشخصية. تقول ابنة بوند، كارين، "لو كان يعيش في جزء آخر من البلاد أو لم يسافر بالقطار، لما كان قد خطرت له فكرة العثور على دب في محطة بادينغتون". تم تسليم الكتاب إلى وكيله، هارفي أونا. نُشرت رواية "دب يُدعى بادينغتون" لأول مرة في 13 أكتوبر 1958 بواسطة دار ويليام كولينز وأبناؤه.

### الدب بادينغتون

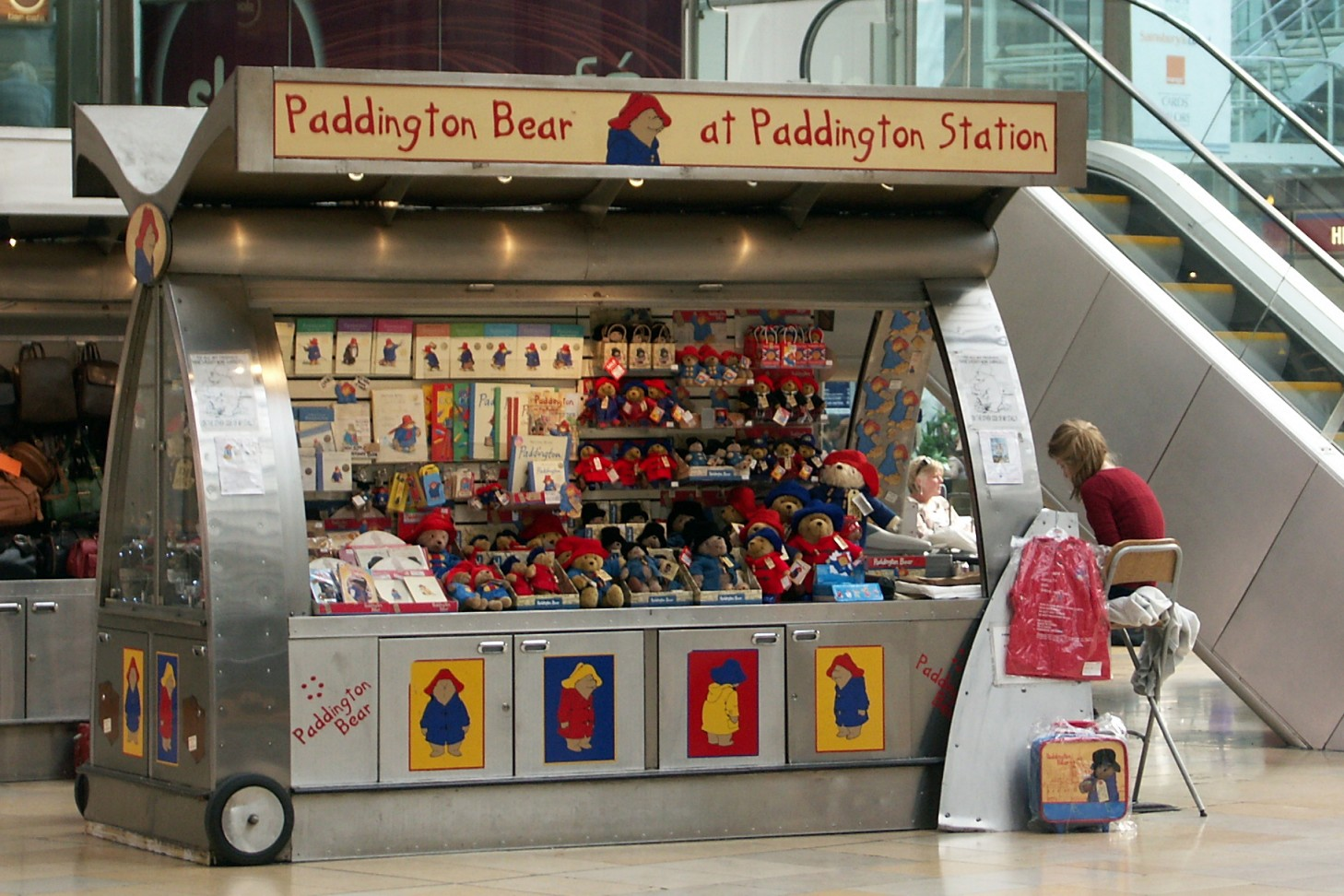
سلع دب بادينغتون، بما في ذلك اللعبة المحشوة، معروضة للبيع في محطة بادينغتون

تم تصنيع أول لعبة محشوة على شكل دب بادينغتون في عام 1972 بواسطة شركة تصاميم غابرييل، وهي شركة عائلية صغيرة يديرها شيرلي وإيدي كلاركسون، مع صنع النموذج الأولي كهدية عيد الميلاد لأطفالهما جوانا وجيرمي كلاركسون، مقدم برامج تلفزيونية بريطاني معروف الآن وكاتب ومزارع. وقد منح مايكل بوند شركة كلاركسون ترخيص حقوق اللعبة في جميع أنحاء العالم.
قامت شيرلي كلاركسون بإلباس الدب المحشو أحذية ويلينغتون لمساعدته على الوقوف بشكل مستقيم. (حصل بادينغتون على أحذية ويلينغتون كهدية عيد الميلاد في "بادينغتون يواصل مسيرته" 1964.) ارتدى الدببة الأوائل أحذية أطفال صغيرة صنعتها شركة دنلوب القابضة حتى لم يعد الإنتاج قادرًا على تلبية الطلب. قامت شركة تصاميم غابرييل بعد ذلك بإنتاج أحذيتها مع بصمات مخالب مصبوبة في النعال. يصف كتاب شيرلي كلاركسون تطور لعبة بادينغتون من هدية عيد الميلاد إلى موضوع التقاضي وفي النهاية النجاح التجاري. وفي نهاية المطاف، باعت العائلة حقوق متجر هامليز، أقدم متجر ألعاب في بريطانيا والعالم.

## قصة الفيلم
في القصة الأولى، عثرت عائلة براون من الطبقة المتوسطة على بادينغتون في محطة بادينغتون للسكك الحديدية في لندن. كان بادينغتون جالسًا على حقيبته ومعطفه يحمل ملاحظة مكتوبًا عليها "الرجاء الاعتناء بهذا الدب. شكرًا لك". قال بوند إن ذكرياته عن أفلام الأخبار التي تظهر قطارات محملة بالأطفال النازحين وهم يغادرون لندن أثناء الحرب العالمية الثانية، مع ملصقات حول أعناقهم وممتلكاتهم في حقائب صغيرة، دفعته إلى فعل الشيء نفسه مع بادينغتون.
يصل بادينغتون متسللاً قادماً من "أظلم بيرو"، أرسلته عمته لوسي، وهي واحدة من عدد قليل من الأقارب المعروفين إلى جانب العم باستوزو الذي أعطى بادينغتون قبعته، والذي ذهب ليعيش في دار الدببة المتقاعدة في ليما. يزعم أنه جاء في قارب نجاة وأكل مربى البرتقال. الدببة تحب المربى. يخبرهم أنه لا أحد يستطيع فهم اسمه البيروفي، لذا قرر البراونيون تسميته بادينغتون نسبة إلى محطة السكة الحديد التي عُثر عليه فيها.
كان بوند يريد في الأصل أن يكون بادينغتون قد "سافر من أفريقيا المظلمة"، لكن وكيله أبلغه بعدم وجود دببة في أفريقيا، وبالتالي تم تعديله إلى بيرو، موطن دب أبو نظارة.
يستقبل عائلة براون فريق بادينغتون على حديقة 32 ويندسور جاردنز بالقرب من نوتينغ هيل. في حين أن هناك حدائق وندسور الحقيقية قبالة طريق هاروو بين نوتينغ هيل ومايدا فالي، بالقرب من الموقع كما هو موضح في الكتب، فإن حدائق وندسور في الكتاب خيالية ولا تشبه الطريق الحقيقي. كان المنزل الخيالي مبنيًا على منزل حقيقي في نوتينغ هيل، لكن بوند أبقى الموقع سريًا لتجنب الإزعاج لسكان المنزل الحقيقيين. يزور بادينغتون سوق بورتبلو رود القريب بشكل متكرر، حيث يحظى باحترام أصحاب المتاجر بسبب صفقاته القوية.
عندما ينزعج من شخص ما، فإنه غالبا ما يوجه له إحدى "النظرات القاسية" الخاصة به، والتي علمته إياها عمته لوسي، والتي تجعله يحمر وجهه ويشعر بالحرج. عادة ما تنشأ مغامرات بادينغتون من سوء فهمه لشيء ما ومحاولته تصحيح (ما يعتقد أنه) مواقف غير عادلة أو ظالمة. وينتهي الأمر عادةً بإفساده للأمور بطريقة ما. لكن في كل مغامراته، ينتهي به الأمر في القمة ويستطيع جميع المشاركين فيه أن يضحكوا على ذلك. والاستثناء الجدير بالملاحظة هو جار براونز السيد كاري، الذي ينتهي به الأمر في كل مغامرة إلى المتاعب.
تحكي القصص مغامرات بادينغتون وحوادثه في إنجلترا، بالإضافة إلى بعض المعلومات المقتضبة عن ماضيه. على سبيل المثال، تكشف إحدى القصص أن بادينغتون أصبح يتيمًا في زلزال قبل أن تأخذه عمته لوسي وتربيه.

### الشخصيات
هناك مجموعة متكررة من الشخصيات، جميعهم متورطون بطريقة ما في مغامرات بادينغتون. وتشمل هذه الشخصيات:
- الدب بادينغتون: دب ودود وجذاب ومهذب من داركسيت بيرو. تبنته العمة لوسي والعم باستوزو بعد وفاة والديه في زلزال عندما كان صغيرًا جدًا. انتقل بادينغتون للعيش مع عائلة براون بعد انتقال العمة لوسي إلى دار الدببة المتقاعدة. عادة ما يقع بادينغتون في نوع من المشاكل. يصعب نطق اسم بادينغتون. يثبت الفيلم أن السيد براون يحاول تقليد سلسلة من الزئير، مما ينتج عنه شيء مسيء. بادينغتون مهذب للغاية دائمًا ولكنه يوجه "نظرات قاسية" عندما ينسى الناس آدابهم. أطلقت عليه السيدة براون اسم محطة بادينغتون عندما ذهبوا لإحضار جودي، ابنتهما، من المدرسة الداخلية.
- السيد هنري براون: رجل تعيس لكنه حسن النية يعمل في مجال التأمين في مدينة لندن. في الفيلم، يرفض هنري في البداية السماح لبادينغتون بالانتقال للعيش مع عائلته، ولكن على الرغم من بعض الحوادث المبكرة، فإنه في النهاية يحب بادينغتون ويبني له غرفة نوم في العلية.
- السيدة ماري براون: زوجة هنري الأكثر جدية ولكنها ودودة بشكل استثنائي. في المسلسل المتحرك لعام 1989، لدى ماري وزوجها ابن أخ أمريكي يبلغ من العمر 12 عامًا يدعى ديفيد راسل. في الفيلم المقتبس، تعمل كمؤلفة ورسامة وهي أول عائلة براون التي تحب بادينغتون.
- جودي وجوناثان براون: أطفال براون النشطون والودودون. لم يتم تحديد ما إذا كان أحدهما أكبر من الآخر، مما يؤدي إلى احتمال أن يكونا توأمًا. في مسلسل عام 1975، بادينغتون، والمسلسل المتحرك لعام 2019، جودي أكبر سنًا. في المسلسل الكرتوني لعام 1989، والمسلسل الكرتوني لعام 1997، كان جوناثان أكبر سنًا. التقيا بادينغتون لأول مرة عندما التقيا جودي خارج القطار من المدرسة الداخلية. في الفيلم، كانت جودي وجوناثان مع والديهما عندما التقيا به لأول مرة في محطة بادينغتون، وأعطياه اسمه الشهير.
- السيدة بيرد: مدبرة منزل عائلة براون الصارمة ولكن اللطيفة والحكيمة. على الرغم من أنها غالبًا ما تنزعج من تصرفات بادينغتون ومشاكله، إلا أنها تحميه وتهتم به كثيرًا. لم يتم ذكر اسمها الأول أبدًا. في الفيلم المقتبس، تم تصويرها بدلاً من ذلك على أنها قريبة اسكتلندية لعائلة براون وأرملة ضابط بحري.
- السيد صمويل غروبر: أفضل صديق لبادينغتون. المالك الودود لمتجر التحف في طريق بورتوبيللو، الذي يقضي بادينغتون أيامه الحادية عشرة معه كل يوم. يأخذ بادينغتون وأطفال عائلة براون بانتظام في نزهات. إنه مهاجر مجري. يخاطب بادينغتون باسم "السيد براون". استند بوند في شخصية غروبر إلى عميله الأول، وهو يهودي ألماني، يقول بوند إنه "كان على وشك أن يصبح أصغر قاضٍ في ألمانيا، عندما تم تحذيره من أن اسمه مدرج في قائمة، لذا فقد خرج وجاء إلى إنجلترا بحقيبة سفر فقط و25 جنيهًا باسمه".
- السيد ريجينالد كاري: جار عائلة براون الحقير، الفضولي، المتغطرس وسيء المزاج، والذي يعمل بمثابة نقيض للسيد غروبر. يخاطب بادينغتون ببساطة باسم "الدب!". السيد كاري بطبعه بخيل، يريد دائمًا شيئًا بالمجان وغالبًا ما يقنع بادينغتون بإنجاز المهمات نيابة عنه. يميل إلى دعوة نفسه إلى العديد من المناسبات الخاصة لعائلة براونز فقط لتذوق الوجبات الخفيفة. في معظم القصص، ينال جزاءه كضحية متكررة لمغامرات بادينغتون. ومع ذلك، يستفيد السيد كاري أحيانًا من أخطاء بادينغتون وحتى أنه كافأ بادينغتون عليها في بعض الأحيان.
- لوسي: عمة بادينغتون بيروفية المظلمة. يثبت الفيلم أنها وعمها باستوزو أنقذا بادينغتون بدلاً من أن تكونا قريبين بيولوجيًا منه. كانت وصيته القانونية حتى اضطرت إلى الانتقال إلى دار رعاية الدببة المتقاعدة في ليما، بيرو. في الفيلم، بعد زلزال مميت، تخبر بادينغتون أنها أصبحت كبيرة في السن على السفر إلى لندن معه.
- باستوزو: عم بادينغتون الثري المتجول حول العالم، كشف الفيلم المقتبس أن المستكشف مونتغمري كلايد -الذي أعطاه قبعته- أطلق عليه اسم ملاكم التقى به في أحد الحانات. في الفيلم المقتبس، قُتل العم باستوزو بسبب سقوط شجرة أثناء زلزال، واستعاد بادينغتون قبعته.

## الكتب
نُشر أول كتاب من كتب بوند الأصلية التسعة والعشرين، "دب يُدعى بادينغتون"، في عام 1958. وعلى الرغم من أن الكتب مقسمة إلى فصول ولكل كتاب إطار زمني، فإن القصص كلها تعمل كقصص مستقلة، وقد تم استخدام العديد منها على هذا النحو في المسلسل التلفزيوني. وفيما يلي عناوينها حسب ترتيب النشر:
دب يُدعى بادينغتون (1958)
القصص في الكتاب الأول من السلسلة هي:
1. "الرجاء الاعتناء بهذا الدب" - يلتقي آل براون لأول مرة ببادينغتون في محطة بادينغتون.
2. "دب في الماء الساخن" - أول محاولة لبادينغتون للاستحمام كانت كارثة.
3. "بادينغتون يسافر تحت الأرض" - أول رحلة لبادينغتون في مترو الأنفاق تسبب الفوضى.
4. "رحلة تسوق" - ضاع بادينغتون أثناء رحلة تسوق.
5. "بادينغتون والمعلم القديم" - تقدم هذه القصة السيد غروبر. بعد سماع السيد غروبر يتحدث عن الرسم، قرر بادينغتون أن يجرب حظه بنفسه.
6. "زيارة إلى المسرح" - يذهب بادينغتون لمشاهدة مسرحية مع آل براون. غير قادر على فهم مفهوم الدراما، يعتقد أن ما يراه حقيقي.
7. "مغامرة على شاطئ البحر" – يشارك بادينغتون في مسابقة بناء قلاع رملية.
8. "خدعة الاختفاء" – يتلقى بادينغتون زيًا سحريًا لعيد ميلاده الأول مع عائلة براونز ويقيم عرضًا سحريًا. تقدم هذه القصة جار عائلة براونز الغاضب السيد كاري.

المزيد عن بادينغتون (1959)
القصص في الكتاب الثاني من السلسلة هي:
1. "مجموعة عائلية" – يلتقط بادينغتون صورة عائلية لعائلة براونز.
2. "نقطة تزيين" – يحاول بادينغتون مساعدة السيد براون بتزيين غرفته أثناء غياب العائلة.
3. "بادينغتون يتحول إلى محقق" – يحقق بادينغتون في اختفاء الكوسة.
4. "بادينغتون والنار" – يقيم آل براونز حفل نار المخيم في حديقة وندسور رقم 32.
5. "مشكلة في رقم 32" – يصاب بادينغتون بقشعريرة عندما تسوء الأمور بشكل كارثي في مقلب شتوي.
6. "بادينغتون والتسوق في عيد الميلاد" – يشتري بادينغتون هدايا لعائلة براون.
7. "عيد الميلاد" – يستمتع بادينغتون بأول عيد ميلاد له مع عائلة براون.

بادينغتون يساعد (1960)
القصص في الكتاب الثالث من السلسلة هي:
1. "نزهة على النهر" – يحصل بادينغتون على أكثر مما كان يتوقعه عندما يستأجر آل براون قاربًا ليوم واحد على النهر.
2. "بادينغتون يقدم عرضًا" – يأخذ السيد غروبر بادينغتون إلى مزاد.
3. "بادينغتون وافعلها بنفسك" – بعد قراءة مجلة DIY، يحاول بادينغتون صنع هدايا للسيد براون و(على مضض) السيد كاري.
4. "زيارة إلى السينما" – يذهب آل براون لمشاهدة فيلم رعاة البقر. عندما يتم إلغاء الجذب السياحي الخاص، يأتي بادينغتون لإنقاذ الموقف.
5. "شيء مقزز في المطبخ" – مع مرض السيد والسيدة براون في الفراش وبقية أفراد الأسرة خارج المنزل، يقوم بادينغتون بإعداد العشاء.
6. "مشكلة في المغسلة" – يأخذ بادينغتون على مضض ملابس السيد كاري لتنظيفها.
7. "بادينغتون يتناول العشاء في الخارج" – ينظم آل براون وجبة خاصة بمناسبة عيد ميلاد بادينغتون.(ضمن فيلم لشاه روخ خان وديبيكا بادوكون في 2014 هابي نيو يير احتفل في المملكة المتحدة في عيد الميلاد).

بادينغتون في الخارج (1961)
القصص في الكتاب الرابع من السلسلة هي:
1. "بادينغتون يستعد" – يعلن السيد براون عن عطلة في فرنسا.
2. "زيارة إلى البنك" – سوء تفاهم يسبب ضجة في البنك.
3. "مشكلة في المطار" – يشتبه مسؤولو المطار في أن بادينغتون يسافر بدون جواز سفر. (حصل بادينغتون على جواز سفر في الفيلم الثالث)
4. "بادينغتون ينقذ اليوم" – سيارة عائلة براون تتعرض لثقب وينظم السيد براون وجبة في الهواء الطلق.
5. "بادينغتون والعفو" – يشارك بادينغتون في مهرجان محلي.
6. "بقعة صيد" – يذهب آل براون وبادينغتون في رحلة صيد ويصبحان عالقين.
7. "بادينغتون ينطلق على الطريق" – يشارك بادينغتون في سباق فرنسا للدراجات.

بادينغتون طليقًا (1962)
القصص في الكتاب الخامس من السلسلة هي:
1. "بادينغتون يكسر السلام" – يتسبب بادينغتون في حالة من الفوضى أثناء محاولته قص عشب حديقة السيد كاري.
2. "نزهة السيد غروبر" – يأخذ السيد غروبر بادينغتون وجودي وجوناثان إلى الحديقة.
3. "أحداث في رقم اثنين وثلاثين" – يخطئ بادينغتون في اعتبار الرجل الذي يقوم بتثبيت جهاز تلفزيون براونز الجديد لصًا.
4. "بادينغتون يفوز بالجائزة الكبرى" – يفوز بادينغتون ببرنامج مسابقات تلفزيوني.
5. "وقت لزج" – يحاول بادينغتون صنع الحلوى.
6. "مشكلة في قبو الصفقات" – يذهب بادينغتون للتسوق في عيد الميلاد.
7. "بادينغتون وبانتومايم عيد الميلاد" – يساعد بادينغتون في بانتومايم محلي.

بادينغتون يواصل مسيرته (1964)
القصص في هذه المجموعة السادسة هي:
1. "بادينغتون والموجة الباردة" – يحاول بادينغتون إذابة غليون السيد كاري.
2. "حفل غير عادي" – بادينغتون مدعو لحضور حفل في مصنع مربى البرتقال.
3. "بادينغتون يقوم بتنظيف شامل" – بادينغتون يتسبب في فوضى أثناء تنظيف المدخنة.
4. "جولة السيد غروبر الغامضة" – يذهب بادينغتون والسيد غروبر في جولة غامضة في لندن.
5. "بادينغتون ينقذ اليوم" – يلعب بادينغتون لعبة الكريكيت.
6. "يوم على البحر" – يذهب بادينغتون وعائلة براون إلى شاطئ البحر.
7. "حفل غير متوقع" – يحتفل أفراد عائلة براون بعودة بادينغتون (المؤقتة) إلى بيرو بحفل وداع.

بادينغتون في العمل (1966)
القصص في هذه المجموعة السابعة هي:
1. "دب في البحر" – بادينغتون يبحر عائدًا من بيرو.
2. "المراسي بعيدًا" – بادينغتون يحضر حفلة على متن السفينة التي تبحر عائدة من بيرو.
3. "بادينغتون يشتري سهمًا" – يتم إقناع بادينغتون بشراء سهم في شركة.
4. "زيارة إلى سوق الأوراق المالية" – بادينغتون يحاول بيع حصته المكتسبة حديثًا.
5. "بادينغتون في حفرة" – بادينغتون يساعد السيد كاري في تجديد منزله.
6. "كثير جدًا خارج القمة" – بادينغتون يجيب على إعلان وظيفة في صالون حلاقة.
7. "بادينغتون يخرج" – بادينغتون وآل براون يحضرون عرض باليه.

بادينغتون يذهب إلى المدينة (1968)
القصص في هذه المجموعة الثامنة هي:
1. "يوم لا يُنسى" – بادينغتون يعمل كمضيف في حفل زفاف صديق.
2. "بادينغتون يضرب" – بادينغتون يرافق السيد كاري إلى مسابقة جولف.
3. "زيارة إلى المستشفى" – أثناء زيارة السيد كاري في المستشفى، يلتقي بادينغتون بطبيب نفسي.
4. "بادينغتون يجد علاجًا" – بادينغتون يجد علاجًا لأمراض السيد كاري.
5. "بادينغتون واللمسة الأخيرة" – بادينغتون يبحث عن اللمسة الأخيرة لفناء السيد غروبر.
6. "كل شيء يأتي لمن ينتظر" – محاولات بادينغتون للغناء بالترانيم لم تسير وفقًا للخطة.
7. "بادينغتون يذهب إلى المدينة" – بادينغتون وعائلة براون والسيد غروبر يزورون أضواء وزينة عيد الميلاد في ويست إند في لندن.

بادينغتون يأخذ الهواء (1970)
القصص في هذه المجموعة التاسعة هي:
1. "زيارة إلى طبيب الأسنان" - لم تسير زيارة بادينغتون الأولى لطبيب الأسنان وفقًا للخطة.
2. "غرزة في الوقت المناسب" – يتم اختبار مهارات بادينغتون في استخدام ماكينة الخياطة من قبل السيد كاري.
3. "ركوب الخيل عالياً" – يدخل بادينغتون صالة رياضية في مدرسة جودي، حيث يتم الكشف عن سر مهاراته في ركوب الخيل.
4. "بادينغتون يعقد صفقة" – يبذل بادينغتون قصارى جهده لمساعدة السيد غروبر في دخول سيارته الكلاسيكية في العرض المحلي.
5. "قضية الدمية المشكوك فيها" – يستلهم بادينغتون إلهامه من قصص المحقق كارلتون ديل لإجراء تحقيقه الخاص.
6. "بادينغتون الموصى به" – يزور بادينغتون متجرًا كبيرًا حيث تحدث حالة خطأ في تحديد الهوية في المطعم.
7. "الرقصة الأخيرة" – يعرض بادينغتون معرفته التي اكتسبها حديثًا في الرقص الصالوني.

حديقة بادينغتون (1972)
كتاب مصور من قصة واحدة. تم تعديله لاحقًا - مع رسوم توضيحية جديدة - باسم "بادينغتون في الحديقة"، وتم جمعه في "خزانة بادينغتون للصغار جدًا" (2010)
كتاب قصة بادينغتون بلو بيتر (1973)
يجمع هذا المقال القصص المنشورة سابقًا في الإصدارات السنوية لبرنامج "بلو بيتر"، والتي كتبها مايكل بوند أثناء عمله كمصور في البرنامج. تتضمن القصص جميعها إشارات إلى برنامج "بلو بيتر" وتتحدث عن مقدميه المعاصرين، جون نويكس وبيتر بورفيس وفاليري سينجلتون.
1. "بادينغتون يأخذ الكعكة" – تمت دعوة بادينغتون لخبز كعكة عيد الميلاد في برنامج "بلو بيتر".
2. "بادينغتون يحصل على الطائر" – يعتني بادينغتون بجوي، ببغاء "بلو بيتر"، بينما كان جون وفال وبيتر في رحلة صيفية.
3. "بادينغتون ينقذ الموقف" – يقوم آل براونز برحلة مفاجئة إلى شاطئ البحر.
4. "بادينغتون ينقسم" – يوافق السيد كاري على مساعدة بادينغتون في الدخول في مسابقة أوريجامي "بلو بيتر".
5. "بادينغتون يقدم خدمة" – يساعد بادينغتون عندما تحتاج مباراة تنس زوجي في استوديو "بلو بيتر" إلى لاعب في غضون مهلة قصيرة.
6. "بادينغتون يزن" – يحقق بادينغتون عندما يسمع أن مقدمي برنامج "بلو بيتر" فقدوا بعض الوزن في فندق جديد.

بادينغتون في البرج (1973)
كتاب مصور من قصة واحدة، يستهدف القراء الأصغر سنًا.
بادينغتون في الأعلى (1974)
تتضمن المجموعة العاشرة القصص التالية:
1. "بادينغتون يذهب إلى المدرسة" – يذهب بادينغتون إلى مدرسة محلية ويقابل مدرسًا مخيفًا.
2. "بادينغتون ينظف" – يلتقي بادينغتون ببائع المكانس الكهربائية، الذي يثبت أن عرضه جيد جدًا لدرجة يصعب تصديقها.
3. "بادينغتون يذهب إلى المحكمة" – يهدف السيد غروبر إلى شرح عمل القانون لبادينغتون. في رحلة إلى المحكمة الملكية للعدل، يتم استدعاء بادينغتون بشكل غير متوقع كشاهد.
4. "هدية عيد ميلاد" – يزور آل براون منتجع برايت سي الساحلي للاحتفال بعيد ميلاد بادينغتون. أثناء وجوده هناك، يهتم بادينغتون بنشاط ترفيهي جديد.
5. "الحفاظ على اللياقة البدنية" – يطلب بادينغتون "ملابس كمال الأجسام المنزلية"، من إعلان في إحدى مجلات السيدة براون.
6. "بادينغتون على اتصال" – تمت دعوة فريق آل براون لحضور مباراة رجبي بين المدرسة المحلية وفريق زائر من بيرو.
7. "الذهاب والإياب في المدرسة رقم اثنين وثلاثين" – يستضيف فريق براونز زائرًا من بيرو في الفترة التي تسبق عيد الميلاد.

بادينغتون يجتاز الاختبار (1979)
تتضمن المجموعة الحادية عشرة في السلسلة الرئيسية القصص التالية:
1. "بادينغتون على عجلة القيادة" – أُمر السيد براون بإعادة اختبار القيادة بعد حادث بسيط، لكن سلسلة من سوء الفهم تؤدي إلى أن ينتهي الأمر ببادينغتون خلف عجلة القيادة بدلاً من ذلك.
2. "الدخول والخروج من المتاعب" – يتم إغراء بادينغتون المتردد لاختبار أرجوحة السيد كاري "الجديدة".
3. "بادينغتون والمنزل الفخم" – يأخذ السيد غروبر بادينغتون وجوناثان وجودي لزيارة منزل فخم.
4. "بادينغتون وبوب-أيه-جوب" – يشارك بادينغتون في أسبوع "بوب-أيه-جوب" للكشافة المحليين.
5. "بادينغتون يحصل على ترقية" – يحاول بادينغتون جني الأموال لشراء هدية عيد ميلاد للسيد براون.
6. "السيد كاري ينفث غضبه" – يحصل السيد كاري على فرصة مجانية في حمام الساونا الجديد الخاص بالسيد براون، لكنه يعيش ليندم على ذلك.
7. "وقت التمثيل الإيمائي" – يستمتع آل براون والسيد غروبر بوجبة عيد الميلاد.

بادينغتون على الشاشة (1980)
في أعقاب كتاب "كتاب قصص بادينغتون بلو بيتر" (1973)، تجمع هذه المجموعة القصص المتبقية المنشورة في مجلات "بلو بيتر" السنوية، والتي كتبها مايكل بوند أثناء عمله كمصور في البرنامج. وتتضمن هذه القصص مرة أخرى ظهورات عرضية لمقدمي برنامج "بلو بيتر"، بما في ذلك الوافدة الجديدة ليزلي جود ومذيعة الأخبار أنجيلا ريبون.
1. "لغز بادينغتون" – أحجية بادينغتون الجديدة لا ترضي السيد كاري.
2. "ملعقة بادينغتون" – بادينغتون يبدأ في ثني الملاعق بعد رؤية أوري جيلر في برنامج "بلو بيتر".
3. "بادينغتون يبدأ في العمل" – تسبب دقات حقيبة بادينغتون في إثارة الذعر في مركز تلفزيون بي بي سي.
4. "بادينغتون يمر" – يضيع بادينغتون سلة التسوق ذات العجلات في مركز تلفزيون بي بي سي، مما يؤدي إلى ظهوره المفاجئ في عدد من برامج بي بي سي.
5. "بادينغتون يأخذ قطعة" – يحاول بادينغتون زراعة بعض الأشجار في حديقة السيد كاري.
6. "رحلة البحث عن كنز عيد الميلاد لبادينغتون" – بادينغتون يبدأ في اكتشاف المعادن.
7. "بادينغتون في "المقعد الساخن" – يشارك بادينغتون في برنامج المسابقات التلفزيوني ""حكيم بريطانيا"".

بادينغتون في حديقة الحيوان (1984)
كتاب مصور مكون من قصة واحدة، موجه للقراء الصغار. تم جمعه لاحقًا في كتاب خزانة بادينغتون للصغار جدًا (2010)
بادينغتون وقوس قزح نيكربوكر (1985)
كتاب مصور من قصة واحدة، موجه للقراء الأصغر سنًا.
معرض لوحات بادينغتون (1985)
كتاب مصور من قصة واحدة، موجه للقراء الأصغر سنًا.
بادينغتون في المعرض (1985)
كتاب مصور من قصة واحدة، موجه للقراء الأصغر سنًا.
بادينغتون في القصر (1986)
كتاب مصور من قصة واحدة، موجه للقراء الأصغر سنًا. تم جمعه لاحقًا في خزانة بادينغتون للصغار جدًا (2010)
عيد ميلاد بادينغتون السحري (1988)
كتاب مصور مكون من قصة واحدة، موجه للقراء الأصغر سنًا. لم يتم جمع هذا الكتاب أو إعادة إصداره بعد بما يتماشى مع كتب الصور الأخرى.
الدب بادينغتون وكرنفال النحلة النشطة (1998)
كتاب مصور من قصة واحدة موجه للقراء الصغار. يحضر بادينغتون كرنفال القوارب النهرية، حيث يحاول الفوز في مسابقة تهجئة الكلمات من خلال جمع الكلمات التي تبدأ بالحرف "B".
بادينغتون يذهب إلى المستشفى (2001)
كتاب مصور من قصة واحدة، موجه للقراء الأصغر سنًا. كتبه بالاشتراك مع كارين جانكل. ذهبت أرباح المؤلف إلى البحث العملي.
بادينغتون والجولة الكبرى (2003)
كتاب مصور من قصة واحدة، موجه للقراء الأصغر سنًا.
بادينغتون هنا والآن (2008)
تم نشر هذه المجموعة الثانية عشرة في السلسلة الرئيسية بعد ثلاثين عامًا تقريبًا من المجموعة الأخيرة وتزامنت مع الذكرى الخمسين لميلاد بادينغتون. القصص المدرجة في هذا المجلد هي:
1. "مشاكل وقوف السيارات" – بعد سحب سلة التسوق ذات العجلات الخاصة ببادينغتون، لم تسير زيارته لمركز الشرطة المحلي وفقًا للخطة.
2. "الدور الجيد لبادينغتون" – إن جهود بادينغتون في الوقاية من الجريمة لها نتائج مدهشة.
3. "بادينغتون يضرب وترًا" – وصول بيانو خاص إلى متجر السيد غروبر يؤدي إلى حفل موسيقي لا يُنسى.
4. "بادينغتون يأخذ البسكويت" – يحتفل بادينغتون وعائلة براون بعيد الهالوين. السيد غروبر غير معجب.
5. "بادينغتون يكشف الحقيقة" – يتحدث بادينغتون إلى مراسل استقصائي. يقلق أفراد عائلة براون بشأن العواقب.
6. "بادينغتون يطمح إلى تحقيق أهداف عالية" – يزور بادينغتون وكيل سفر للتخطيط لرحلة. ثم يصل مسافر إلى حدائق وندسور رقم 32.
7. "مفاجأة عيد الميلاد لبادينغتون" - يقوم زائر بادينغتون بتنظيم رحلة مفاجئة لعائلة براون.

بادينغتون يتقدم للأمام (2012)
تتضمن المجموعة الثالثة عشرة في السلسلة الرئيسية القصص التالية:
1. "هدية عيد ميلاد السيد كاري" – يسعى بادينغتون إلى المساعدة في "قائمة أعياد ميلاد" السيد كاري.
2. "عمل مريب" – عمل فني جديد في متجر السيد غروبر يلهم بادينغتون لإنشاء ملصقة.
3. "تنظيف الربيع" – محاولات بادينغتون لتنظيف غرفته تؤدي إلى اكتشاف مفاجئ.
4. "لقاء صدفة" – في طريقه لرؤية السيد غروبر، يلتقي بادينغتون بصحافي رياضي مثابر للغاية.
5. "بادينغتون في التدريب" – يزور بادينغتون ناديًا صحيًا جديدًا على طريق بورتوبيللو.
6. "بادينغتون يطير بالطائرة الورقية" – تؤدي نزهة في الحديقة إلى بعض "الضوضاء" غير المتوقعة في عرض خارجي لمسرحية "هاملت".
7. "بادينغتون على المسار" – أخبار براعة بادينغتون الرياضية تصل إلى بيرو: يتم إرسال صانع أفلام إلى لندن لتسجيل إنجازات بادينغتون.

بادينغتون يسعى للحصول على الذهب (2012)
كتاب مصور من قصة واحدة، يستهدف القراء الأصغر سنًا. صدر تزامنًا مع استضافة لندن الألعاب الأوليمبية الصيفية.
الحب من بادينغتون (2014)
كتاب رسائل من بادينغتون وعمته لوسي، والتي تحكي قصصًا وردت في المجموعات السابقة من وجهة نظر بادينغتون.
أفضل ساعات بادينغتون (2017)
تتضمن المجموعة الرابعة عشرة من السلسلة الرئيسية القصص التالية:
1. "مشاكل وقوف السيارات" – محاولات بادينغتون لإرسال خطاب تجذب انتباه الشرطة.
2. "طائر في اليد" – بادينغتون يتفقد حديقة صخرية.
3. "اسم كاري" – بادينغتون يساعد السيد كاري في حديقته. ولكن ما الغرض الذي يدور في ذهن السيد كاري؟
4. "لحظات بادينغتون السحرية" – حيل بادينغتون السحرية في حفل عيد ميلاد السيد غروبر المفاجئ لا تسلّي السيد كاري.
5. "عشاء لشخص واحد" – يشارك بادينغتون في مسابقة طبخ تلفزيونية شهيرة.
6. "زيارة إلى عمال النظافة" – يحاول بادينغتون إصلاح بعض الملابس.
7. "أفضل ساعة لبادينغتون" – يذهب آل براون إلى المسرح لمشاهدة عرض منوعات. يشارك بادينغتون في بعض مشاركة الجمهور.

بادينغتون في كاتدرائية القديس بولس (2018)
تدور أحداث هذا الكتاب المصور في كاتدرائية القديس بولس، وهو الجزء الأخير من سلسلة "بادينغتون" الأصلية التي تتكون من تسعة وعشرين قصة. وقد تم الانتهاء منه قبل وفاة مايكل بوند بفترة وجيزة. وقد تم إصدار الكتاب الأخير في سلسلة "بادينغتون" الذي كتبه المبدع نفسه في 27 يونيو 2018 للاحتفال بذكرى يوم وفاة بوند والذكرى الستين لكتاب دب يدعى بادينغتون (1958)

## الأفلام
1. بادينغتون
2. بادينغتون 2
3. بادينغتون في البيرو

## المسلسلات
1. بادينغتون
2. الدب بادينغتون
3. مغامرات الدب بادينغتون
4. مغامرات بادينغتون

## أنظر أيضا
- مستر بين
- توم وجيري
- غارفيلد
- المفتش الطاهر
- تشارلي شابلين

## روابط خارجية
- الدب بادينغتون على موقع ميوزك برينز (الإنجليزية)